# Święty (serial telewizyjny)
Święty – kryminalno-sensacyjny brytyjski serial telewizyjny realizowany od 1962 do 1969 roku, powstały na podstawie książki opowiadającej o przygodach Simona Templara, których autorem był Leslie Charteris. Produkcja trafiła do stacji telewizyjnych w ponad 60 krajach świata, również w Polsce. W rolę tytułowego bohatera wcielił się Roger Moore.

## O serialu

### Główny bohater i fabuła
Simon Templar, tytułowy "Święty" to majętny detektyw odznaczający się niezwykłą elegancją, wysoką kulturą osobistą, znajomością zasad savoir-vivre'u i erudycją. Oprócz angielskiego z łatwością posługuje się kilkoma innymi językami, m.in.: włoskim, francuskim, czy niemieckim. Jest także niezwykle szarmancki wobec kobiet, które licznie się w nim podkochują. Z drugiej jednak strony to także nietypowy złodziej - okrada wyłącznie kryminalistów i doprowadza do osadzenia ich w więzieniu, przy okazji zyskując fundusze na własne potrzeby. Simona próbuje aresztować inspektor Claude Eustace Teal, jednak w każdym odcinku przedsięwzięcie to kończy się fiaskiem. Swój przydomek główny bohater zawdzięcza swoim inicjałom (ST to angielski skrót określający świętego), ale przede wszystkim swojej bezkompromisowości w walce ze złem i niesprawiedliwością. Jeździ luksusowym jak na lata 60. samochodem Volvo P1800, którym przemierza wiele kilometrów. Z racji tego, że bardzo dużo podróżuje, często przychodzi rozwiązywać mu zagadki kryminalne poza granicami Wielkiej Brytanii.
W tytułowego bohatera wcielił się Roger Moore. Rola ta przyniosła mu ogromną popularność w wielu krajach. Kandydatem do zagrania tej postaci był też m.in. Patrick McGoohan. Każdy odcinek stanowi osobną sprawę, której rozwiązaniem zajmuje się detektyw. Następujące po sobie epizody mają autonomiczną fabułę, która w żaden sposób nie nawiązuje do wcześniejszych wydarzeń serialu. Produkcję można zatem oglądać w dowolnej kolejności.

### Premiera w Wielkiej Brytanii oraz niezwykła popularność serialu i głównego bohatera
Premiera serialu odbyła się 4 października 1962. Odcinki pierwszych czterech serii były czarno-białe, dopiero od serii piątej były emitowane w kolorze. Pierwotnie dniem emisji serialu w Wielkiej Brytanii przez kanał ITV  był czwartek. Zmieniło się to po serii czwartej. Część piąta była emitowana w sobotę, zaś szósta w niedzielę. Przez lata Święty był najchętniej oglądanym serialem w Wielkiej Brytanii. Wielu fanów produkcji i książek Charterisa tworzyło na Wyspach Brytyjskich fankluby Simona Templera. Już pod koniec lat 30. XX wieku powstawały pierwsze filmy oraz komiksy o bohaterze powieści. W sumie powstało 17 filmów pełnometrażowych (ostatni film ukazał się w 2017) i jeszcze dwa inne seriale o przygodach Simona Templara. W rolę "Świętego" wcielali się przez lata m.in. Louis Hayward, George Sanders, Ian Ogilvy, czy Val Kilmer. Największą popularność zyskał jednak serial z udziałem Rogera Moore'a.

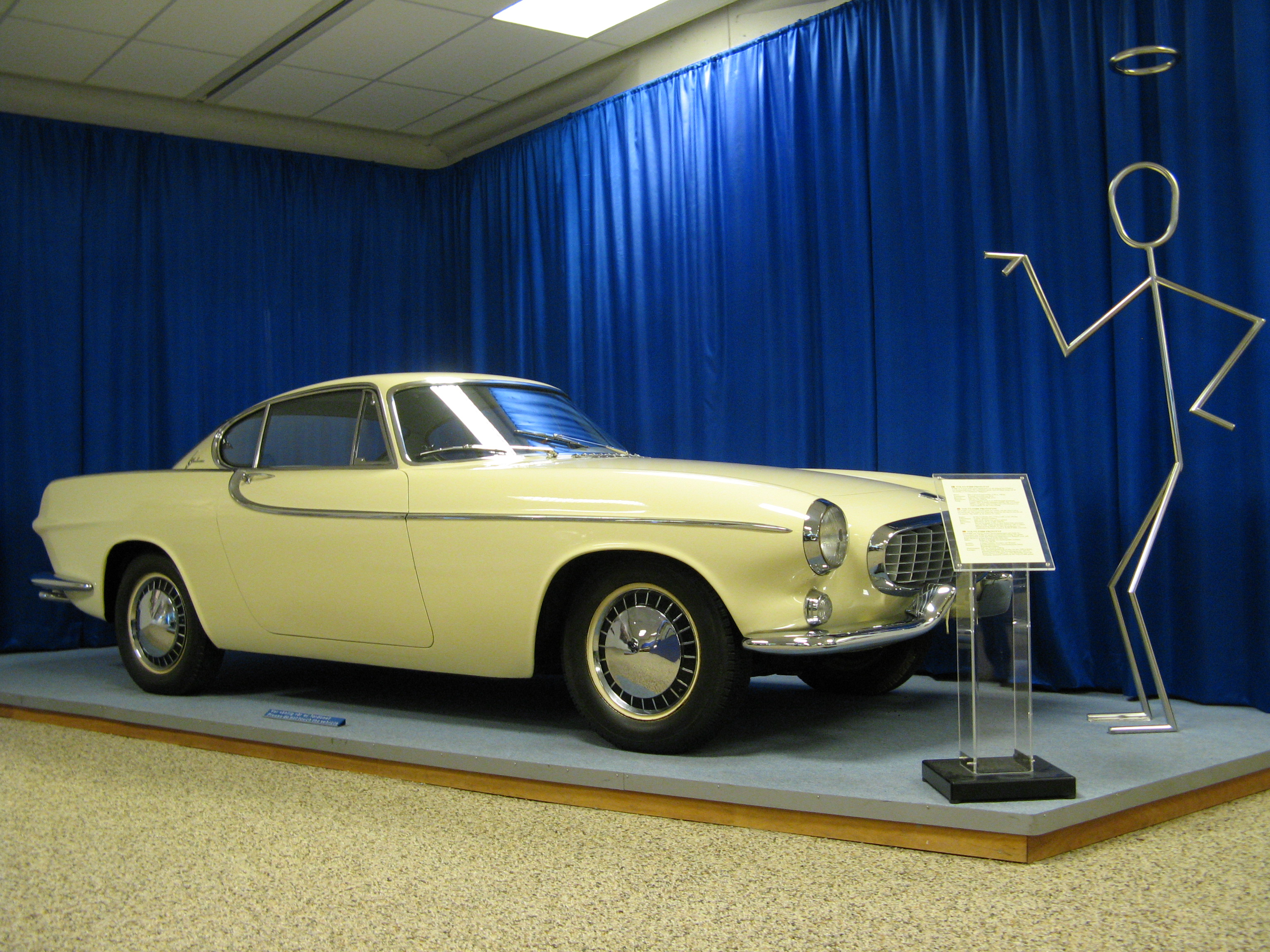
Samochód Volvo P1800, którym w serialu jeździł Simon Templar. Obok auta ustawiona jest makieta postaci występującej w czołówce każdego odcinka.

### Świętyw Polsce
Polska premiera serialu odbyła się w 1969 roku w Programie Pierwszym Telewizji Polskiej. Po 1989 przygody Simona Templera były wielokrotnie emitowane przez różne stacje telewizyjne. W Polsce w latach 2005-2006 Święty był po raz pierwszy wydawany w formie płytowej (DVD lub VCD do wyboru) wraz z tygodnikiem telewizyjnym TVOkey!. Początkowo wydawnictwo Amercom.pl  dołączało do programu TV tylko odcinki kolorowe (seria V i VI wraz z dwoma filmami pełnometrażowymi). W wyniku dużego zainteresowania kolekcją z czasem wydano także odcinki czarno-białe (seria I, II, III i IV). Następnie wydawnictwo postanowiło wydać całą kolekcję serialu w jednej serii 50 płyt DVD.

## Informacje dodatkowe
Przez 7 lat powstało 118 odcinków serialu w sześciu seriach. Po zakończeniu jego produkcji Roger Moore wystąpił w roli Świętego w dwóch filmach pełnometrażowych: „The Fiction Makers” (pol. „Twórcy fikcji”)  i „Vendetta for the Saint” (pol. „Zemsta”).

## Twórcy

### Obsada
- Roger Moore jako Simon Templar
- Ivor Dean jako inspektor Claude Eustace Teal
- Arnold Diamond jako Pułkownik Latingnant
- Robert Cawdron jako Sierżant Ludoc

oraz:
- Julie Christie jako Judith
- Eunice Gayson jako Christine Graner (1965) / Nora Prescott (1964)
- Shirley Eaton jako Adrienne Halberd / Gloria Uckrose / Reb Denning
- Honor Blackman jako Pauline Stone
- Anthony Dawson jako Floyd Vosper
- George Pravda jako Clinton Uckrose / Inspektor Glessen / Johann Uhrmeister
- Michael Bates jako Joe
- Jackie Collins jako April Quest
- Bruce Boa jako Jack Williams / Hamilton / Mark
- Carol Cleveland jako Marion Kent / Gloria Mancici
- Lois Maxwell jako Helen Allardyce / Beth Parish
- Donald Sutherland jako James McCleary / John Wood
- Frank Wolff jako Jim Reston
- Vladek Sheybal jako Nikita Roskin
- Francesca Annis jako Maria
- Henry McGee jako Reeves
- Stephanie Beacham jako Penelope Brown
- Philip Locke jako Frug
- Andrew Sachs jako Jacques
- Richard Marner jako Rosyjski kapitan statku
- Pauline Collins jako Marie-Therese
- John D. Collins jako Chick
- David Prowse jako Tony

i inni

### Reżyserzy
- Robert Asher
- John Ainsworth
- Ray Austin
- Robert S. Baker
- Roy Ward Baker
- Anthony Bushell
- John Paddy Carstairs
- David Eady
- Gordon Flemyng
- Freddie Francis
- John Gilling
- David Greene
- James Hill
- Pat Jackson
- John Krish
- John Kruse
- Robert Lynn
- Roger Moore
- Ernest Morris
- John Llewellyn Moxey
- Leslie Norman
- Jim O'Connolly
- Alvin Rakoff
- Jeremy Summers
- Robert Tronson
- Michael Truman
- Peter Yates

## Scenarzyści
- Ian Stuart Black
- Julian Bond
- Norman Borisoff
- Philip Broadley
- Leslie Charteris
- Michael Cramoy
- Lewis Davidson
- Basil Dawson
- Brian Degas
- Marcus Demian
- Ronald Duncan
- Paul Erickson
- Terence Feely
- Scott Forbes
- Derek Ford
- Donald Ford
- John Graeme
- Larry Forrester
- John Gilling
- Richard Harris
- Kenneth R. Hayles
- Robert Holmes
- Norman Hudis
- Donald James
- Harry W. Junkin
- Gerald Kelsey
- John Kruse
- Jesse Lasky Jr.
- Ian Martin
- Roger Moore
- Joe Morhaim
- Terry Nation
- Manning O'Brine
- Michael Pertwee
- John Roddick
- Dick Sharples
- Alfred Shaughnessy
- Anthony Squire
- John Stanton
- Robert Stewart
- Bill Strutton
- Leigh Vance
- Michael Winder
- A. Sanford Wolfe

### Producenci
- Roger Moore
- Robert S. Baker
- Monty Berman
- Lew Grade
- Johnny Goodman

### Muzyka
- Edwin Astley
- Leslie Charteris
- Roger Moore

### Zdjęcia
- Brendan J. Stafford
- Paul Beeson
- Michael Reed
- Lionel Banes